# Oides antennata
Oides antennata es una especie de insecto coleóptero de la familia Chrysomelidae.

## Distribución geográfica
Habita en la Sumbawa (Indonesia).